# Willie Quiñones
José Quiñones Figueroa, detto Willie (Bayamón, 22 febbraio 1956), è un ex cestista portoricano.

## Carriera
Con Porto Rico ha disputato i Campionati del mondo del 1978 e due edizioni dei Campionati americani (1980, 1984).